# لوبیا برنجی
ویگنا آمبلاتا (نام علمی: Vigna umbellata) نام یک گونه از تبار فازئولآ است.